# Villiers-en-Bière
Villiers-en-Bière ist eine französische Gemeinde mit 242 Einwohnern (Stand: 1. Januar 2022) im Département Seine-et-Marne in der Region Île-de-France. Sie gehört zum Arrondissement Melun und zum Kanton Fontainebleau (bis 2015: Kanton Perthes). Die Einwohner werden Villiers-en-Bièrois genannt.

## Geographie
Villiers-en-Bière liegt etwa sechs Kilometer südwestlich von Melun am Bach Ru de la Marre aux Evées. Der Wald von Fontainebleau liegt im Süden. Die Gemeinde liegt im Regionalen Naturpark Gâtinais français.
Umgeben wird die Gemeinde von Dammarie-les-Lys im Norden und Nordosten, Fontainebleau im Osten und Südosten, Chailly-en-Bière im Süden und Südosten, Perthes im Südwesten sowie Boissise-le-Roi im Westen und Nordwesten.
Durch die Gemeinde führt die frühere Route nationale 7 (heutige D607).

## Bevölkerungsentwicklung
| 1962 | 1968 | 1975 | 1982 | 1990 | 1999 | 2006 | 2012 |
| ---- | ---- | ---- | ---- | ---- | ---- | ---- | ---- |
| 84   | 81   | 59   | 67   | 158  | 196  | 214  | 224  |

## Sehenswürdigkeiten
- Kirche Saint-Éloi aus dem 13. Jahrhundert (siehe auch: Liste der Monuments historiques in Villiers-en-Bière)
- Ruinen des Schlosses Fortoiseau mit alter Kapelle (1944 zerstört)
- Schloss und Domäne Le Bréau

## Persönlichkeiten
- Philippe Néricault Destouches (1680–1754), Komödiendichter
- Adhémar Jean Claude Barré de Saint-Venant (1797–1886), Mathematiker und Physiker